# Alter Friedhof (Brühl)

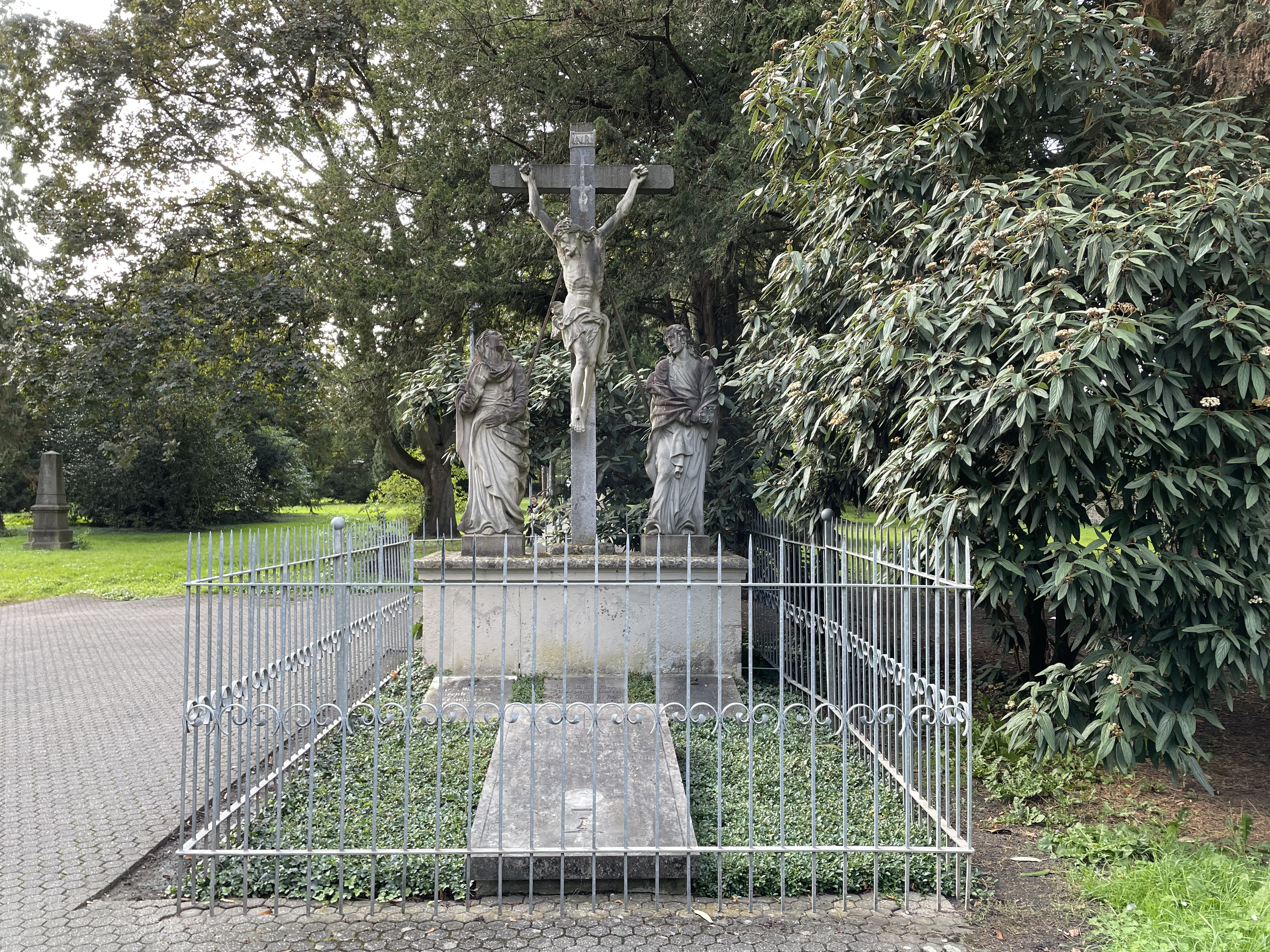
Kreuzigungsgruppe auf dem Alten Friedhof in Brühl

Der Alte Friedhof ist eine denkmalgeschützte Grünanlage in Brühl, einer Stadt im Rhein-Erft-Kreis in Nordrhein-Westfalen.

## Lage
Der Park liegt im Zentrum der Stadt und wird im Norden von einer Häuserzeile entlang der Hermannstraße, im Osten durch die Mühlenstraße, im Süden von einer weiteren Häuserzeile entlang der Carl-Schurz-Straße sowie im Westen durch die Josefstraße begrenzt, die parallel zur Stadtbahnlinie 18 der KVB (Vorgebirgsbahn) liegt. Ein Fußweg führt in West-Ost-Richtung durch den Park.

## Geschichte
Im 18. Jahrhundert errichtete die Kirchengemeinde auf der Fläche um die Pfarrkirche St. Margareta einen Kirchhof. 1794 stellte sie dort eine barocke Kreuzigungsgruppe auf, die zuvor der Kurfürst Clemens August zuvor in  Badorf auf dem Schnorrenberg vor einer Kapelle errichten ließ. 1827 verlegte die Stadt den Friedhof aus hygienischen Gründen vor die damalige Stadtgrenze an die Mühlenstraße. Die Skulptur wurde ebenfalls versetzt. Im Jahr 1911 war der Friedhof zu klein geworden. Neue Bestattungen fanden nicht statt, es waren bis 1949 nur noch Erbbegräbnisse zugelassen. 1974 wandelte die Stadt das Gelände in einen Park um, ließ dabei aber einige Grabsteine aus dem 19. Jahrhundert stehen.